# Axel Frithiof Åkerberg
Axel Frithiof Åkerberg, född 30 mars 1833 i Hille socken, Gävleborgs län, död 13 juli 1901 i Saltsjöbaden, Nacka församling, var en svensk författare.

## Biografi
Åkerberg var student vid Uppsala universitet 1856 och filosofie kandidat där 1865. Han började tidigt arbeta för såväl religiös som politisk frihet genom översättningar och tidningsmannaverksamhet. Han var medarbetare i Framtiden (1868 ff.), Aftonbladet 1870–1878, Sanningssökaren 1877–1881, Vikingen 1882–1883, Tiden 1883–1886 och Social-Demokraten, översatte Theodore Parker, John Stuart Mill och flera religionsfilosofiska verk, utgav 1879 Om religionsförföljelsen i Skåne och redigerade Bibliotek för sanningssökare (tillsammans med K. P. Arnoldson, 1878–1883). I Nordisk familjeboks första upplaga författade Åkerberg åtskilliga artiklar. Med hänförelse omfattade han icke blott frihetsidén, utan även många av de moderna rörelserna: vegetarianismen, teosofin, fredsrörelsen med flera.